# Vipio xanthurus
Vipio xanthurus är en stekelart som först beskrevs av Josef Fahringer 1926.  Vipio xanthurus ingår i släktet Vipio och familjen bracksteklar. Inga underarter finns listade i Catalogue of Life.